# 아루시 자인
아루시 자인(Arushi Jain)은 인도의 전자 음악가이다. 인도 전통 음악과 전자 음악을 융합한 음악을 하고 있다.

## 생애
자인 인도 델리에서 태어났다. 인도의 여러 학교와 여러 선생님으로부터 인도 전통 음악에 대해 공부했다. 또한 학교 합창단 활동을 하며 전국적으로 공연을 다녔고, 델리에 위치한 라비 샹카르 연구소(Ravi Shankar Institute)에서 인도 모차르트 합창단으로 활동했다. 18세가 되면서 스탠퍼드 대학교에서 컴퓨터 공학을 공부하기 위해 샌프란시스코 베이 에어리어로 이사를 왔다. 졸업반에 있던 2016년, 학교의 컴퓨터 음악 및 음향 연구소(영어: Center for Computer Research in Music and Acoustics)에서 노트북 오케스트라 수업을 들으며 사운드 합성을 접했다.
2019년 11월, 오스(힌디어: ओस, OSE)라는 이름으로 《With & Without (Golem Edition)》을 발매했다. 같은해 7월 독일 베를린의 몰입형 댄스 공연에서 사용된 음악으로, 칼리 레이브와 함께 제작했다.
2021년 7월, 리빙 레코드에서 첫 정규 음반 《Under the Lilac Sky》를 발매하였다. 
2022년, 포브스가 선정한 2023년 30세 이하 30명(영어: 30 Under 30) 음악 부문에 이름을 올렸다.
2024년 3월, 《Delight》를 발매했다.

## 디스코그래피
- 《With & Without (Golem Edition)》 (2019)
- 《Under the Lilac Sky》 (2021)
- 《Delight》 (2024)